# 門敢紅
門敢紅（1970年—），中國武術家，為門惠豐與闞桂香之女，現居韓國。現任门惠丰武术院院长。

## 生平
毕业于北京体育大学武术专业。畢業後在在北京武术队和武术院工作。1998年，與韓國的亚运会太极拳全能冠军梁成赞結婚，並移居首爾。2001年於韓國開設太极武术院，推廣太极拳。2005年，在首尔中国文化中心擔任太极拳班教师，免费教授太极拳。

## 外部連結
- 門敢紅的新浪微博
- 武林外传 门敢红只身一人到韩国发展中国武术 （页面存档备份，存于） CCTV-10科教频道